# Bau-Gesellschaft für Eisenbahn-Unternehmungen F. Plessner & Comp.

„Antheilschein“ über 200 Thaler von 1872

Die Bau-Gesellschaft für Eisenbahn-Unternehmungen F. Plessner & Comp., kurz auch Plessner & Co. war eine Eisenbahnbaugesellschaft mit Sitz in Berlin. Sie hatte die Rechtsform einer Kommanditgesellschaft auf Aktien, der Unternehmenszweck waren die Projektierung und der Bau von Eisenbahnstrecken.

## Geschichte
Das Unternehmen wurde am 20. März 1870 gegründet. Die Leitung oblag den persönlich haftenden Gesellschaftern (Direktoren), dem Bauingenieur Ferdinand Pleßner, nach dem das Unternehmen auch benannt war, und dem Landrat a. D. Ernst Otto Schubarth. Letzterer wurde am 1. April 1873 durch den Juristen Diedrich Krönig und den Baumeister Paul Gottheiner ersetzt. Dem ersten Verwaltungsrat, der sich aus Mitgliedern des Gründungskomitees zusammensetzte, gehörten Paul Mendelssohn-Bartholdy, Albert Borsig, Eduard Koch, Jacob Löb Eltzbacher, Adelbert Delbrück, Julius Alexander, John Simson, Carl David Schultze und Theodor Hertel an.
Das Aktienkapital stieg von zunächst 0,75 (1870/1871) über 3 (1872) auf 4,5 Millionen Taler. Die Aktienkurse erreichten schon innerhalb kürzester Zeit einen Wert von 180 % des Ausgabepreises. Getrieben wurde diese Überbewertung einerseits von einer Dividende von 14 %, als auch durch Bilanzen, die einen hohen Gewinn auswiesen. Im Januar 1875 musste die Gesellschaft Konkurs anmelden. Die Aktionäre der Gesellschaft verloren insgesamt acht Millionen Taler, die Gläubiger weitere fünf Millionen. Klagen gegen den Verwaltungsrat wegen Bilanzfälschung wurden von Gerichten zurückgewiesen oder zurückgezogen.
Die Bau-Gesellschaft für Eisenbahn-Unternehmungen F. Plessner & Comp. war insbesondere Auftragnehmer für Eisenbahnprojekte in den thüringischen Staaten, Sachsen, Brandenburg und Schlesien. Bis zum Abbruch der Arbeiten im Jahr 1874 war nur ein Teil der Strecken fertiggestellt. Für einen Teil der Auftraggeber führte das zur Zahlungsunfähigkeit.

## Bauvorhaben
| Streckenbauten der Baugesellschaft für Eisenbahn-Unternehmungen F. Plessner & Comp. | Streckenbauten der Baugesellschaft für Eisenbahn-Unternehmungen F. Plessner & Comp. | Streckenbauten der Baugesellschaft für Eisenbahn-Unternehmungen F. Plessner & Comp. | Streckenbauten der Baugesellschaft für Eisenbahn-Unternehmungen F. Plessner & Comp.                                                                    |
| Auftraggeber                                                                        | Strecken                                                                            | Baubeginn                                                                           | Bemerkung |
| ----------------------------------------------------------------------------------- | ----------------------------------------------------------------------------------- | ----------------------------------------------------------------------------------- | --- |
| Altenburg-Zeitzer Eisenbahngesellschaft                                             | Altenburg–Zeitz                                                                     | 1870                                                                                | Fertigstellung im Mai 1872, Inbetriebnahme am 19. Juni 1872, am 1. Januar 1896 vom Königreich Sachsen übernommen                                       |
| Oberlausitzer Eisenbahn-Gesellschaft                                                | Kohlfurt–Falkenberg                                                                 | 1871                                                                                | Inbetriebnahme am 1. Juni 1874, am 1. Mai 1887 vom Königreich Preußen übernommen                                                                       |
| Oberlausitzer Eisenbahn-Gesellschaft                                                | Ruhland-Lauchhammer                                                                 | 1871                                                                                | Inbetriebnahme am 15. Oktober 1875, am 1. Mai 1887 vom Königreich Preußen übernommen                                                                   |
| Münster-Enscheder Eisenbahn-Gesellschaft                                            | Münster-Enschede                                                                    | 1871                                                                                | Fertigstellung der Strecke durch die Königlich-Westfälische Eisenbahn-Gesellschaft, Inbetriebnahme am 30. September 1875                               |
| Angermünde-Schwedter Eisenbahn-Gesellschaft                                         | Angermünde-Schwedt                                                                  | 1872                                                                                | Inbetriebnahme am 15. Dezember 1873, am 1. Februar 1880 vom Königreich Preußen übernommen                                                              |
| Sächsisch-Thüringische Eisenbahngesellschaft                                        | Wolfsgefährth–Weischlitz („Gera-Plauen“)                                            | 1872                                                                                | Fertigstellung der Strecke in Eigenleistung der Gesellschaft, Inbetriebnahme bis 20. September 1875, am 1. Juli 1876 vom Königreich Sachsen übernommen |
| Chemnitz-Komotauer Eisenbahngesellschaft                                            | Reitzenhain–Flöha mit Zweigbahn nach Olbernhau                                      | 22. Februar 1872                                                                    | Fertigstellung der Strecke in Eigenleistung der Gesellschaft, Inbetriebnahme am 24. Mai 1875, am 4. Dezember 1876 vom Königreich Sachsen übernommen    |
| Leipzig-Meuselwitzer Eisenbahngesellschaft                                          | Gaschwitz–Meuselwitz                                                                | 1872                                                                                | Inbetriebnahme am 27. September 1874, am 1. Januar 1886 vom Königreich Sachsen übernommen                                                              |
| Zwickau-Lengenfeld-Falkensteiner Eisenbahn-Gesellschaft                             | Zwickau–Falkenstein                                                                 | Frühjahr 1873                                                                       | Inbetriebnahme am 18. September 1875, am 15. Juli 1876 vom Königreich Sachsen übernommen                                                               |
| Oels-Gnesener Eisenbahn-Gesellschaft                                                | Oels-Gnesen                                                                         | 1873                                                                                | Inbetriebnahme am 30. Juni 1875, später vom Königreich Preußen übernommen                                                                              |
| Erfurt-Hof-Eger-Eisenbahn-Consortium                                                | Bahnstrecke Erfurt-Hof-Eger                                                         | 1874                                                                                | keine Fertigstellung |